# Балгимбаев, Нурлан Утепович
Нурлан Утепович Балгимбаев (каз. Нұрлан Өтепұлы Балғымбаев; 20 ноября 1947, Гурьев — 14 октября 2015, Атырау) — казахстанский государственный деятель, премьер-министр Республики Казахстан (1997—1999) . C декабря 2007 до февраля 2009 года являлся советником президента Республики Казахстан, а с февраля 2008 года — по совместительству специальным представителем Республики Казахстан по вопросам использования ресурсов Каспийского моря. С декабря 2009 года работал Генеральным директором АО «Дирекция строящихся предприятий КМГ», созданного в целях реализации Соглашения между АО «КазМунайГаз» и итальянской компанией Eni. Являлся почётным профессором Казахского национального технического университета имени К. И. Сатпаева. Один из фигурантов коррупционного скандала «Казахгейт».

## Биография
Родился 20 ноября 1947 года в г. Гурьев Казахской ССР. В 1973 году окончил Казахский политехнический институт по специальности «Горный инженер по технологии и комплексной механизации разработки нефтяных и газовых месторождений».
С 1973 года по 1986 год работал в нефтяной отрасли республики. Прошёл путь от оператора производственного объединения «Мангышлакнефть» (1973—1977) до главного инженера объединения «Эмбанефть», а затем «Актюбинскнефть». С 1986 по 1992 год работал заместителем начальника ряда главных управлений Министерства нефтяной и газовой промышленности СССР в г. Москве. В 1992—1993 году учился в Массачусетском Университете в Бостоне (США).
В 1993—1994 годах — стажировка и работа в компании Chevron (г. Сан-Рамон, США).
С октября 1994 года по март 1997 года — Министр нефтяной и газовой промышленности Республики Казахстан.
С марта 1997 года — Президент Национальной нефтегазовой компании «Казахойл».
С октября 1997 года по 1 октября 1999 года — Премьер-министр Республики Казахстан.
С октября 1999 года по февраль 2002 года — Президент Национальной нефтегазовой компании «Казахойл».
В марте 2002 года после образования АО «КазМунайГаз» путём слияния двух компаний АО «Казахойл» и АО «Транспорт нефти и газа» — Нурлан Балгимбаев остался без работы. Те должности, которые предлагал ему Нурсултан Назарбаев, Балгимбаев отверг и объявил о своём намерении создать в республике частную нефтяную компанию, такую же крупную, как «Казахойл». Занялся частным бизнесом.
С февраля 2002 по декабрь 2007 года — Президент АО «Казахстанская Нефтяная Инвестиционная Компания».
С ноября 1999 по апрель 2004 года — член совета директоров Херсонского нефтеперерабатывающего завода (Украина).
С апреля 2002 по май 2004 года — член совета директоров частной нефтяной компании Nelson Resources Ltd.
6 декабря 2007 года назначен советником Президента Республики Казахстан, а 21 февраля 2008 года — советником Президента Республики Казахстан, специальным представителем Республики Казахстан по вопросам использования ресурсов Каспийского моря.
С декабря 2009 года — Генеральный директор АО «Дирекция строящихся предприятий КМГ», созданного в целях реализации Соглашения между АО «КазМунайГаз» и итальянской компанией Eni.
Нурлан Утепович Балгимбаев скончался 14 октября 2015 года в г. Атырау в результате продолжительной болезни. Похоронен на родовом кладбище.

## Общественная работа
В качестве Президента Федерации бокса Казахстана с 1999 по 2002 год Нурлан Балгимбаев приложил немало сил для развития этого вида спорта в стране. В частности, по его инициативе перед XXVII летними Олимпийскими играми, в Казахстане был проведен ряд матчевых встреч со сборной Кубы, а также предолимпийский семинар для судей АИБА. На самих Летних Олимпийских играх 2000 года казахстанские мастера кожаной перчатки показали выдающийся результат, выиграв 2 золотые (Бекзат Саттарханов и Ермахан Ибраимов) и 2 серебряные (Булат Жумадилов и Мухтархан Дильдабеков) медали. Также, по инициативе и при поддержке Нурлана Балгимбаева, в 2002 году в городе Астане прошел Кубок мира по боксу.

## Семья
Происходит из рода ысык Младшего жуза.
Отец — Балгимбаев Отеп (1917—1966) — советский партийный работник, участник Финской и Великой Отечественной войны, награждён орденами «Трудового Красного Знамени», «Знак Почёта» и медалями. С 1945 по 1963 год работал инструктором, вторым секретарём Макатского райкома, первым секретарём Жилокосинского райкома, заведующим отделом Гурьевского обкома, председателем Гурьевского горисполкома партии. В 1963 году был назначен заместителем начальника объединения «Казахстаннефть». Принимал активное участие в освоении месторождений Узень и Жетыбай и возведении города Жанаозен. Неоднократно избирался членом Гурьевского обкома партии, депутатом областного Совета депутатов трудящихся. Именем Отепа Балгимбаева названа одна из улиц города Жанаозен.
Мать — Сарсенова Батен — после окончания педагогического училища в 1940 году, работала учителем начальных классов в различных школах в Гурьеве, Шевченко, Доссоре и Кульсарах. В 1976 году вышла на пенсию. Награждена медалью «Ветеран труда» и Почетной грамотой Совета Министров Казахской ССР. Имела звание «Отличник народного просвещения Казахской ССР».
Дядя — Балгимбаев Макаш (1931—2005) — советский и казахстанский геолог, Почётный нефтяник СССР (1981), первооткрыватель месторождений Тенгиз (1988), Ровное и Матин (2001), Ботакан, Макат Восточный (1997), Прорва ЦВ (1999).

## Награды и звания
- Орден «Барыс» І степени (2013)[9]
- Орден «Барыс» II степени (1999)
- Юбилейная медаль «20 лет независимости Республики Казахстан» (2011)[10]
- Юбилейная медаль «10 лет Астане» (2008)[11]
- Медали
- Почётный профессор Казахского национального технического университета им. Сатпаева (2003 г.)